# Gymnopilus norfolkensis
Gymnopilus norfolkensis là một loài nấm thuộc họ Cortinariaceae.